# Wikipédia en same du Nord
Wikipédia en same du Nord (en same du Nord : Davvisámegiel Wikipedia) est l’édition de Wikipédia en same du Nord, langue same parlée en Laponie, au nord de la Norvège, de la Suède et de la Finlande. L'édition est lancée en juillet 2004,. Son code est : se.
Au 21 mars 2025, l'édition en same du Nord contient 7 900 articles et compte 31 250 contributeurs, dont 28 contributeurs actifs et 5 administrateurs.
L'édition en same d'Inari, créée en 2020, contient, quant à elle, 6 113 articles.

## Présentation

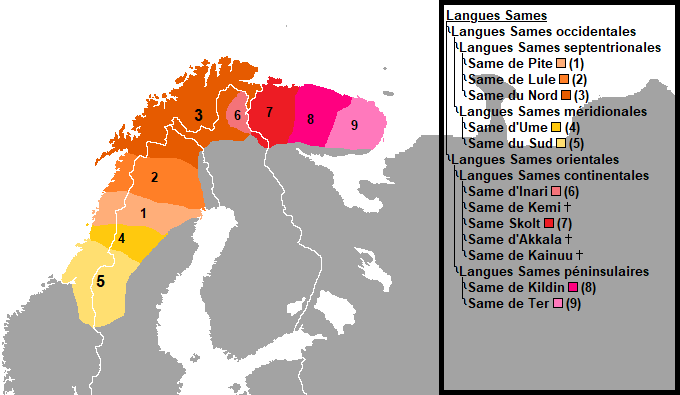
Aire de diffusion du same du Nord (n°3) au sein des langues sames.
Aire de diffusion du same du Nord

## Statistiques
- Le 5 mars 2015, l'édition en same du Nord compte 7 723 articles et 12 238 utilisateurs enregistrés[3], ce qui en fait la 135e[4] édition linguistique de Wikipédia par le nombre d'articles et la 125e[5] par le nombre d'utilisateurs enregistrés, parmi les 287 éditions linguistiques actives.
- Le 29 octobre 2022, elle contient 7 805 articles et compte 26 683 contributeurs, dont 29 contributeurs actifs et 6 administrateurs.
- Le 4 septembre 2024, elle contient 7 892 articles et compte 30 206 contributeurs, dont 31 contributeurs actifs et 5 administrateurs.